# بات وليامز (لاعب كرة قدم أمريكية)
بات وليامز (بالإنجليزية: Pat Williams)‏ (و. 1972  م) هو لاعب كرة قدم أمريكية أمريكي، ولد في مونرو، مركز لعبه هو مهاجم أمامي ‏.

## التعليم
تعلم في Wossman High School ‏
.

## روابط خارجية
- بات وليامز على موقع مرجع كرة القدم المحترفة.كوم (الإنجليزية)